# Sour Candy (canción de Lady Gaga y Blackpink)
«Sour Candy» —traducible al español como «Caramelo amargo»— es una canción de la cantautora estadounidense Lady Gaga y el grupo femenino surcoreano Blackpink, incluida en el sexto álbum de estudio de Gaga, Chromatica (2020). La canción fue escrita por Gaga junto a Teddy Park, Madison Love, Rami Yacoub, Burns y BloodPop, y producida por estos dos últimos. 
Pese a no publicarse oficialmente como sencillo, «Sour Candy» ingresó al top 10 en las listas semanales de éxitos de Australia, Estonia y Grecia, además de lograr la posición número 33 en el Billboard Hot 100 de los Estados Unidos. Una remezcla de la canción realizada por Shygirl y Mura Masa fue incluida en Dawn of Chromatica (2021). También fue interpretada en vivo por Gaga como parte del repertorio de su The Chromatica Ball.

## Antecedentes y lanzamiento

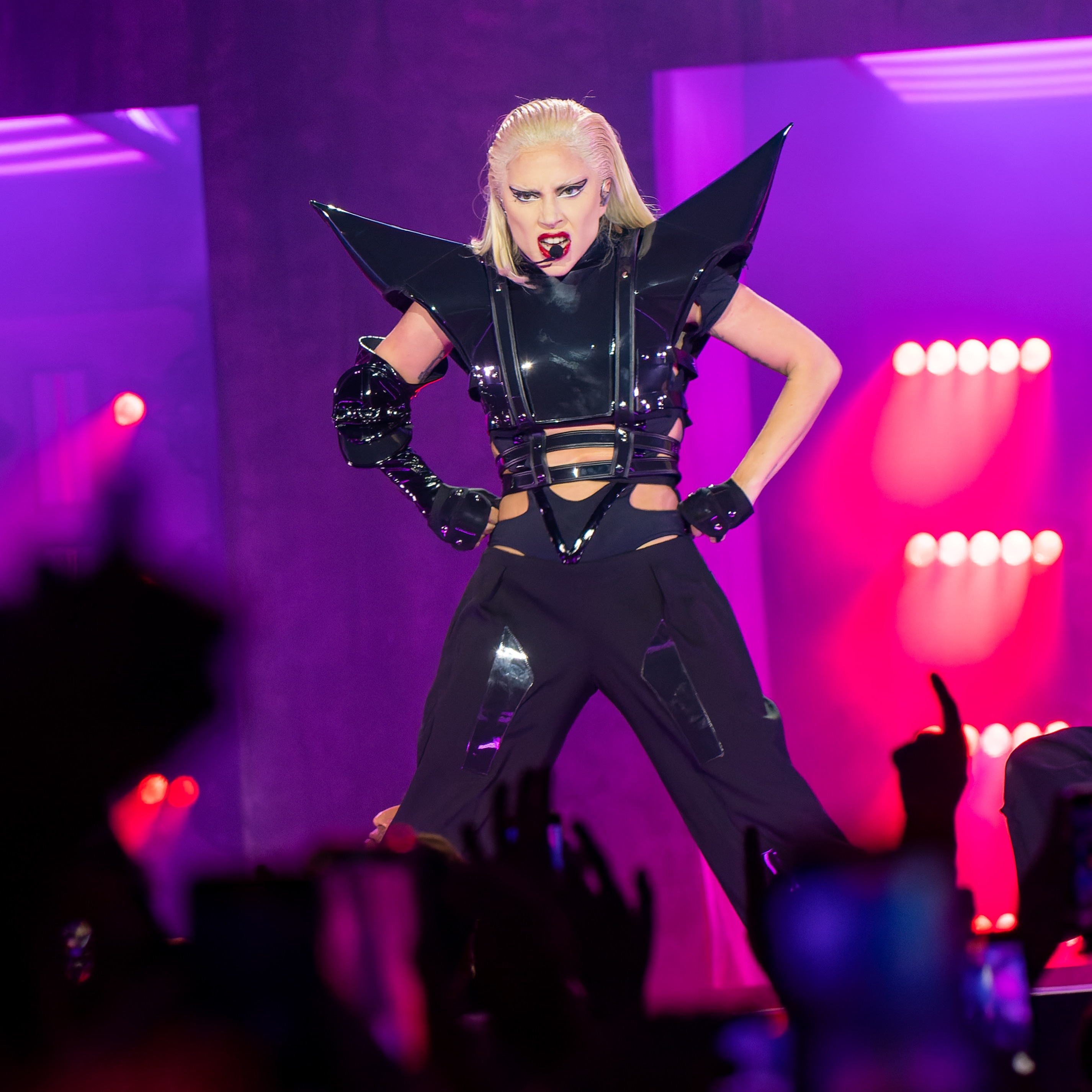
Lady Gaga interpretando Sour Candy en julio de 2022

En una entrevista con la radio francesa NRJ el 13 de marzo de 2020, Gaga reveló que Chromatica (2020) tendría varias colaboraciones con otros artistas, y la prensa especuló que una de estas era con Blackpink. Ante tales rumores, el sello discográfico del cuarteto respondió que «es difícil confirmar esa información, así que por favor esperen un anuncio oficial», además de comentar que tenían «varios proyectos cercanos». No fue hasta el 22 de abril que Gaga confirmó a Blackpink dentro del álbum con una canción titulada «Sour Candy». En una entrevista con el sitio japonés TV Groove el 28 de mayo, Gaga comentó sobre la canción:

«Cuando las llamé y les pregunté si querían escribir una canción conmigo, estaban muy felices y motivadas. Fue una colaboración realmente emocionante. Quería celebrarlas porque amo a las mujeres poderosas como nosotras, y también querían celebrarme, y nos divertimos mucho con esta canción. Estaba emocionada de escucharlas cantándola en coreano, y les dije que esa parte era tan creativa y divertida. Me sorprendí mucho cuando escuché sus voces. Son mujeres realmente talentosas y estoy orgullosa de ser la quinta integrante de Blackpink».

La canción fue lanzada como primer sencillo promocional del álbum el 28 de mayo de 2020, un día antes de la publicación del disco en cuestión. Ello tras una supuesta filtración a través de Twitter.

## Composición y letra
«Sour Candy» es un dance pop con influencias del electropop, bubblegum pop y el house. «Sour Candy» fue escrita por Gaga junto a Teddy Park, Madison Love, Rami Yacoub, Burns y BloodPop, y producida por estos dos últimos. Tiene una duración de dos minutos con treinta y siete segundos, siendo la canción más corta de Chromatica que no es un interludio. Fue compuesta en tonalidad de la menor con un tempo allegro de 120 pulsaciones por minuto. Contiene extractos del tema «What They Say» de Maya Jane Coles. Su letra utiliza la expresión «caramelo amargo» como una metáfora de las artistas, que se pueden mostrar como personas ásperas por fuera, pero que son dulces y auténticas por dentro. A lo largo del tema, Gaga y Blackpink intercambian versos entre inglés y coreano.

## Recepción

### Comentarios de la crítica

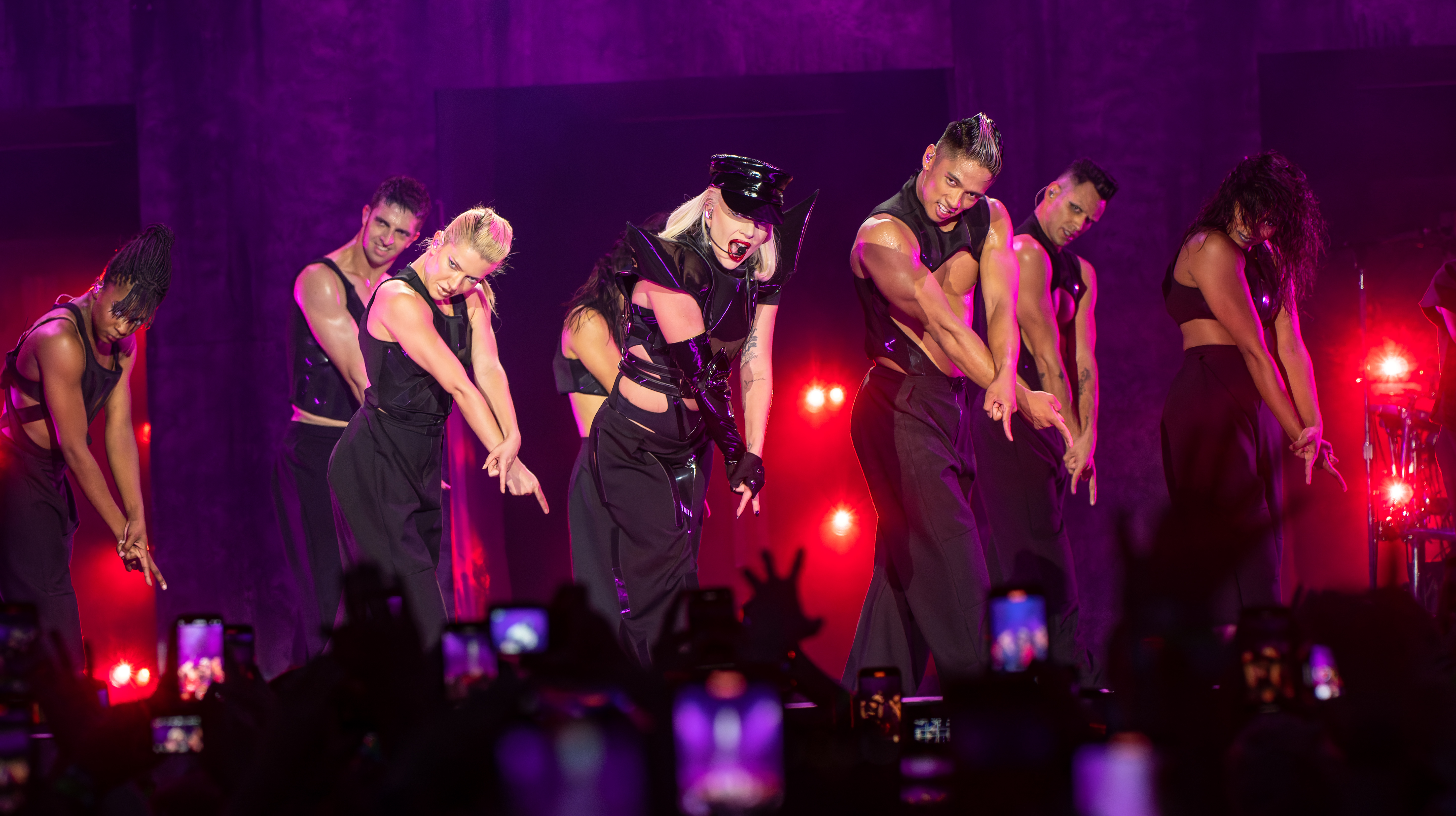
Gaga interpretando la canción durante un concierto de The Chromatica Ball en Londres (Reino Unido).

Joey Nolfi de Entertainment Weekly llamó a la canción una «colaboración épica» y un «servicio que hace agua la boca». Michael Roffman de Consequence of Sound dijo que «"Sour Candy" es otro acierto de la ganadora del Óscar, lo que demuestra que Chromatica traerá la fiesta a nuestra pandemia». Claire Shaffer de la revista Rolling Stone la consideró «una canción de club dulce para todas nuestras fiestas en casa».
Por otro lado, Chuck Arnold de The New York Post escribió que «mientras que la letra de "Sour Candy" puede ser bastante superficial (Jackson Maine probablemente no la aprobaría), apenas importa cuando el ritmo es tan loco. Es el tipo de canción vertiginosa que los fanáticos han estado esperando desde que Gaga se lanzó al estrellato con The Fame en 2008 y Born This Way en 2011». Jem Asward de Variety la describió como «una combinación brillante de dos artistas y estilos». Zoe Haylock de la revista New York opinó que «cuando las letras pueden ser básicamente títulos de Instagram, sabes que es una buena canción pop». Cole Delbyck de The Huffington Post dijo que «"Sour Candy" está a la altura de los mejores trabajos que rodean la lista de colaboraciones con la que los fanáticos de Gaga han estado llenando sus vidas durante años».

### Recibimiento comercial
En los Estados Unidos, la canción alcanzó la posición número 33 del Billboard Hot 100, siendo el vigésimo quinto tema de Gaga en ingresar al top 40 y el primero de Blackpink, con lo que también fue su canción mejor posicionada en el listado, superando la posición 41 alcanzada por «Kill This Love». De igual forma, «Sour Candy» se convirtió en la canción de un grupo femenino surcoreano mejor posicionada en la historia del listado. Esa misma semana, alcanzó el puesto tres del Hot Dance/Electronic Songs, siendo una de las cinco canciones de Chromatica (2020) en ubicarse dentro del top 10 junto a «Rain on Me» (puesto uno), «Stupid Love» (puesto cuatro), «Alice» (puesto siete) y «911» (puesto diez), lo que convirtió a Gaga en la primera artista en posicionar cinco canciones dentro de los diez primeros del listado. Situación similar ocurrió en Australia, donde logró el octavo puesto, siendo el décimo quinto top 10 de Gaga y el primero de Blackpink. En el Reino Unido, alcanzó la posición número 17, dando a Gaga su vigésimo primer top 20 y a Blackpink el primero.

## Posicionamiento en listas

### Semanales
| Australia      | Australian Singles Chart   | 8  |
| Austria        | Ö3 Austria Top 40          | 42 |
| Canadá         | Canadian Hot 100           | 18 |
| Escocia        | Scottish Singles Chart     | 28 |
| Eslovaquia     | Singles Digitál Top 100    | 20 |
| Estados Unidos | Billboard Hot 100          | 33 |
| Estados Unidos | Digital Songs              | 10 |
| Estados Unidos | Hot Dance/Electronic Songs | 3  |
| Estonia        | Eesti Tipp-40              | 8  |
| Finlandia      | Finnish Singles Chart      | 15 |
| Francia        | French Singles Chart       | 62 |
| Grecia         | Digital Singles Chart      | 10 |
| Hungría        | Single (Track) Top 10      | 15 |
| Irlanda        | Irish Singles Chart        | 11 |
| Italia         | Top Singoli                | 46 |
| Japón          | Japan Hot 100              | 43 |
| Nueva Zelanda  | NZ Top 40 Singles Chart    | 12 |
| Países Bajos   | Single Top 100             | 52 |
| Reino Unido    | UK Singles Chart           | 17 |
| Suecia         | Sverigetopplistan          | 49 |
| Suiza          | Swiss Singles Chart        | 30 |

### Anuales
| Estados Unidos | Hot Dance/Electronic Songs | 16 |

### Certificaciones
| Territorio     | Organismo certificador | Certificación | Ventas certificadas | Ref.   |
| -------------- | ---------------------- | ------------- | ------------------- | ------ |
| Australia      | ARIA                   | Oro           | 35 000              | [ 46 ] |
| Brasil         | PMB                    | Diamante      | 160 000             | [ 47 ] |
| Canadá         | CRIA                   | Oro           | 40 000              | [ 48 ] |
| Estados Unidos | RIAA                   | Oro           | 500 000             | [ 49 ] |
| Polonia        | ZPAV                   | Oro           | 25 000              | [ 50 ] |
| Reino Unido    | BPI                    | Plata         | 200 000             | [ 51 ] |

## Premios y nominaciones
| Año                            | Premiación                       | Categoría            | Resultado | Ref.   |
| ------------------------------ | -------------------------------- | -------------------- | --------- | ------ |
| 2020                           | BreakTudo Awards                 | Colaboración del año | Nominado  | [ 52 ] |
| MTV Millennial Awards (Brasil) | Mejor Colaboración Internacional | Ganador              | [ 53 ]    |        |
| Planeta Awards                 | Mejor Planeta del Año            | Nominado             | [ 54 ]    |        |
| Planeta Awards                 | Mejor Colaboración del Año       | Ganador              | [ 54 ]    |        |
| WOWIE Awards                   | Colaboración destacada           | Ganador              | [ 55 ]    |        |

## Créditos
| - Lady Gaga – voz, compositora - Blackpink – voces - Matthew Burns – productor, compositor, bajo, batería, teclado, percusión - BloodPop – productor, compositor, bajo, batería, teclado, percusión - Madison Love – compositora, coros - Teddy Park – compositor | - Rami Yacoub – compositor - Benjamin Rice – mezclas, ingeniero de grabación - Tom Norris – mezclas - Scott Kelly – asistente de mezclas - Randy Merill – ingeniero de masterización |

## Historial de lanzamiento
| País   | Fecha              | Formato                    | Sello      | Ref.   |
| ------ | ------------------ | -------------------------- | ---------- | ------ |
| Varios | 28 de mayo de 2020 | Descarga digital streaming | Interscope | [ 57 ] |